# Michael Bay
Michael Benjamin Bay (Los Angeles, 17 de febrer de 1965) és un director i productor de cinema estatunidenc. Les seves pel·lícules són conegudes per les seves escenes d'acció i el seu muntatge ràpid.

## Biografia
Actualment prepara Transformers: Revenge of the Fallen (2009), la seqüela de la seva més reeixida pel·lícula fins a la data amb uns 700 milions de dòlars recaptats al voltant del món i 3 nominacions als oscars, millors efectes visuals, millor muntatge de so i millor so. A més té al cap una pel·lícula catastròfica (2012: The War for Souls), posterior a Transformers 2 i possiblement anterior a Transformers 3.
En la seva carrera Michael Bay ha rebut més aviat pocs afalacs i molts per part de la crítica, no obstant això les seves pel·lícules resulten ser molt rendibles en taquilla aparti d'un gran entreteniment a part d'un espectacle audiovisual impressionant.

## Filmografia

### Direcció
- 1995: Dos policies rebels (Bad Boys)
- 1996: The Rock
- 1998: Armageddon
- 2001: Pearl Harbor
- 2003: Dos policies rebels 2 (Bad Boys 2)
- 2005: L'illa (The Island)
- 2007: Transformers
- 2009: Transformers: Revenge of the Fallen
- 2011: Transformers: Dark of the Moon
- 2013: Pain & Gain
- 2014: Transformers: Age of Extinction
- 2016: 13 Hours: The Secret Soldiers of Benghazi
- 2017: Transformers: The Last Knight
- 2019: Six Underground

### Productor
- 1998: Armageddon
- 2001: Pearl Harbor
- 2003: The Texas Chainsaw Massacre de Marcus Nispel
- 2005: Amityville d'Andrew Douglas
- 2005: The Island
- 2006: The Texas Chainsaw Massacre: The Beginning de Jonathan Liebesman
- 2007: Transformers (productor executiu)
- 2007: Hitcher de Dave Meyers
- 2009: Unborn de David S. Goyer
- 2009: Transformers: Revenge of the fallen (productor executiu)
- 2009: Friday the 13th de Marcus Nispel
- 2009: Horsemen de Jonas Åkerlund
- 2010: Phinéas i Ferb, el film de Dan Povenmire
- 2010: A Nightmare on Elm Street de Samuel Bayer
- 2011: Transformers: Dark of the moon (productor delegat)
- 2011:  I Am Number Four de D. J. Caruso
- 2013: The Purge de James DeMonaco
- 2013:  Pain and Gain
- 2013: Occult (TV) de Rob S. Bowman (productor executiu)
- 2014: Transformers: Age of Exctinction  (productor delegat)
- 2014: Teenage Mutant Ninja Turtles de Jonathan Liebesman
- 2014: Project Almanac de Dean Israelite
- 2014: The Purgue: Anarchy de James DeMonaco
- 2014: Ouija de Stiles White
- 2014-2015: Black Sails (sèrie de televisió) - 38 episodis
- 2016: 13 Hours: The Secret Soldiers of Benghazi
- des de 2014: The Last Ship (sèrie de televisió) - en curs
- 2016: Ninja Turtles 2 (Teenage Mutant Ninja Turtles: Out of the Shadows) de Dave Green
- 2016: The Purgue: Election Year de James DeMonaco
- 2016: Ouija 2 de Mike Flanagan
- 2017: Transformers: The Last Knight  (productor delegat)
- 2018: Un lloc tranquil (A Quiet Place) de John Krasinski
- 2018: Little America de Rowan Atthale
- 2018: The First Purgue de Gerard McMurray
- des de 2018: The Purgue (sèrie de televisió) - en curs
- 2018: Bumblebee de Travis Knight
- 2019: Six Underground

### Actor
- 1986: Miami Vice (sèrie de televisió) - temporada 2, episodi 21: Goon #3
- 1986: Revenge: The Story of Tony Cimo (telefilm) de Marc Daniels: un agent
- 1998: Harmagedon: un científic de la NASA (no surt als crèdits)
- 1999: Mystery Men de Kinka Usher: Frat Boy
- 2000: Coyote Ugly: el fotògraf
- 2003: Dos policies rebels 2 (Bad Boys 2): el conductor del cotxe que Mike rebutja requisar
- 2007: Transformers: El civil rebutjat per Megatron després de la seva caiguda (Cameo)
- 2014: Transformers: Age of Extintion: El passatger del camió (Cameo)